# Mimandria kely
Mimandria kely är en fjärilsart som beskrevs av Pierre E.L. Viette 1971. Mimandria kely ingår i släktet Mimandria och familjen mätare. Inga underarter finns listade i Catalogue of Life.